# 瀬古安太郎
瀬古 安太郎（せこ やすたろう、 1836年 - 1923年）は、日本の写真師。濃尾地震の被害状況を記録した写真を残したことで知られる。

## 来歴
1836年、 瀬古弥左衛門の次男として、美濃国武儀郡上之保村（現在の岐阜県関市）に生まれた。小島柳蛙に師事して写真術を学んだ。1875年に岐阜に「瀬古写真館」を開く。
1891年10月にマグニチュード8.0の濃尾地震が発生すると、弟子を連れて、岐阜・高富・大垣・羽島・笠松に至る一円を様子を記録に収め、濃尾地震の地震断層である根尾谷断層も撮影した。 
1923年に死去したが、同年に瀬古真二が二代・瀬古安太郎を襲名した。